# Herbert Marshall

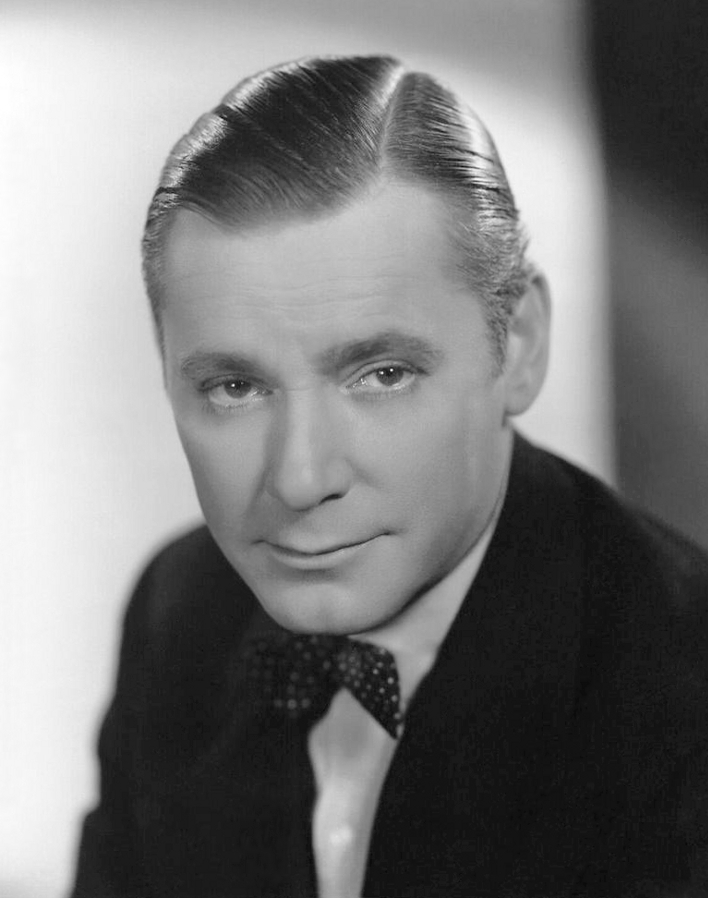
Herbert Marshall (1936)

Herbert Brough Falcon Marshall (* 23. Mai 1890 in London; † 22. Januar 1966 in Beverly Hills, Los Angeles) war ein britischer Theater- und Filmschauspieler. Vor allem im Rollenfach des charmanten Gentlemans verzeichnete er in Hollywood Erfolge.

## Leben
Herbert Marshall wuchs in einer Theaterfamilie auf, plante aber zunächst nicht, selbst die Bühnenlaufbahn einzuschlagen. Nach seinem Schulabschluss am St. Mary’s College in Harlow, Essex, arbeitete er zunächst als Buchhalter in einer Aktiengesellschaft in Brighton. Er wandte sich der Schauspielerei zu, als ihm diese Arbeit zu langweilig wurde. Im Jahr 1911 war er das erste Mal auf einer Bühne zu sehen. Schon zwei Jahre später feierte er dort mit der Komödie Brewster’s Millions seinen Durchbruch. Während des Ersten Weltkriegs diente Marshall bei der British Expeditionary Force – er wurde dabei schwer verwundet und verlor ein Bein. Trotz dieser Behinderung ging er weiterhin dem Schauspielerberuf nach und spielte mit einer Prothese ohne sichtbare Beeinträchtigungen. Den meisten Zuschauern war die Behinderung Marshalls unbekannt.
Im Jahr 1927 gab Herbert Marshall sein Filmdebüt in Herbert Wilcox’ Stummfilm Mumsie. 1929 erhielt er einen Vertrag bei Paramount Pictures, sein erster Tonfilm The Letter nach dem gleichnamigen Theaterstück von W. Somerset Maugham entstand im selben Jahr. In der zweiten Verfilmung von Maughams Stück aus dem Jahr 1940 trat Marshall ebenfalls auf, jedoch in einer anderen Rolle: Hatte er 1929 noch den Liebhaber der Hauptfigur gespielt, verkörperte er 1940 den betrogenen Ehemann. Besonders häufig spielte Marshall in Hollywood elegante Gentlemans und romantische Liebhaber, so auch in einer seiner bekanntesten Rollen als charmanter Juwelendieb in Ernst Lubitschs Komödie Ärger im Paradies (1932) mit Miriam Hopkins und Kay Francis. Er war häufig neben großen weiblichen Stars der Studios zu sehen, etwa an der Seite von Marlene Dietrich in Josef von Sternbergs Blonde Venus (1932) und Ernst Lubitschs Engel (1937), neben Greta Garbo in Der bunte Schleier (1934), mit Katharine Hepburn in Ein aufsässiges Mädchen (1936) sowie an der Seite von Bette Davis in Das Geheimnis von Malampur (1940) und Die kleinen Füchse (1941). Marshall spielte auch in zwei Filmen von Alfred Hitchcock: als Hauptdarsteller in Mord – Sir John greift ein! (1930) und als kultivierter Schurke in Der Auslandskorrespondent (1940).
Nach 1940 verlegte sich der inzwischen über 50-jährige Marshall zusehends auf Charakterrollen und blieb ein vielbeschäftigter Darsteller. Von 1944 bis 1952 sprach er die Titelrolle eines Geheimagenten in der populären US-Radiosendung The Man Called X. 1952 war er in einer Nebenrolle von Otto Premingers Film noir Engelsgesicht an der Seite von Robert Mitchum und Jean Simmons zu sehen. Späte Rollen hatte er in Kurt Neumanns Science-Fiction-Film Die Fliege (1958) sowie in dem Thriller Mitternachtsspitzen (1960) mit Doris Day und Rex Harrison. In den 1950er und 1960er Jahren spielte er auch in Fernsehfilmen sowie Fernsehserien wie Alfred Hitchcock präsentiert und 77 Sunset Strip mit.
Herbert Marshall war fünfmal verheiratet und hatte zwei Töchter: die Schauspielerin Sarah Marshall sowie Annie Marshall, die über Jahrzehnte als persönliche Assistentin von Jack Nicholson arbeitete. Seine ersten drei Ehen mit Mollie Maitland (von 1915 bis 1928), Edna Best (von 1928 bis 1940) und Elizabeth Roberta Russell (von 1940 bis 1947), einer Schwester von Rosalind Russell, wurden geschieden. In den 1930er-Jahren hatte er auch eine mehrjährige Affäre mit Gloria Swanson. Von 1947 bis zu ihrem Tod im Jahr 1958 war er mit der Schauspielerin Boots Mallory verheiratet. Seine fünfte Ehe führte er von 1960 bis zu seinem Tod mit Dee-Anne Kahmann. Er starb im Januar 1966 mit 75 Jahren an einem Herzinfarkt und wurde im Chapel of the Pines Crematory in Los Angeles beigesetzt. Für seine Filmarbeit erhielt Herbert Marshall einen Stern auf dem Hollywood Walk of Fame.

## Filmografie (Auswahl)
- 1927: Mumsie
- 1929: The Letter
- 1930: Mord – Sir John greift ein! (Murder!)
- 1932: The Faithful Heart
- 1932: Blonde Venus
- 1932: Ärger im Paradies (Trouble in Paradise)
- 1933: Ich war Spion (I Was a Spy)
- 1934: Die nackte Wahrheit (Riptide)
- 1934: Der bunte Schleier (The Painted Veil)
- 1935: Die Fee (The Good Fairy)
- 1935: Der Weg im Dunkel (The Dark Angel)
- 1935: Wenn sie nur kochen könnte (If You Could Only Cook)
- 1935: Eine Frau von 20 Jahren (Accent on Youth)
- 1936: Ein aufsässiges Mädchen (A Woman Rebels)
- 1937: Engel (Angel)
- 1937: Breakfast for Two
- 1938: Mad About Music
- 1938: Zaza
- 1940: A Bill of Divorcement
- 1940: Der Auslandskorrespondent (Foreign Correspondent)
- 1940: Das Geheimnis von Malampur (The Letter)
- 1941: Die kleinen Füchse (The Little Foxes)
- 1941: When Ladies Meet
- 1941: Papa braucht eine Frau (Kathleen)
- 1942: Der Besessene von Tahiti (The Moon and Sixpence)
- 1943: Auf ewig und drei Tage (Forever and a Day)
- 1943: Flucht in die Freiheit (Flight for Freedom)
- 1945: Mit den Augen der Liebe (The Enchanted Cottage)
- 1945: Der Tod wohnt nebenan (The Unseen)
- 1946: Auf Messers Schneide (The Razor’s Edge)
- 1946: Duell in der Sonne (Duel in the Sun)
- 1947: Ivy
- 1947: Anklage: Mord (High Wall)
- 1949: Der geheime Garten (The Secret Garden)
- 1950: Der Gangsterboß von Rocket City (The Underworld Story)
- 1950: Der schwarze Jack (Black Jack)
- 1951: Die Piratenkönigin (Anne of the Indies)
- 1952: Engelsgesicht (Angel Face)
- 1954: R 3 überfällig (Riders to the Stars)
- 1954: Gog – Space Station U.S.A. (Gog)
- 1954: Der eiserne Ritter von Falworth (The Black Shield of Falworth)
- 1955: Die jungfräuliche Königin (The Virgin Queen)
- 1956: Keiner ging an ihr vorbei (Wicked As They Come)
- 1956: Im Schatten der Angst (The Weapon)
- 1957/1958: Alfred Hitchcock präsentiert (Alfred Hitchcock Presents, Fernsehserie, zwei Folgen)
- 1958: Die Fliege (The Fly)
- 1958: Eines Tages öffnet sich die Tür (Stage Struck)
- 1960: Mitternachtsspitzen (Midnight Lace)
- 1961: Rivalen um die Macht (A Fever in the Blood)
- 1961: Abenteuer im wilden Westen (Zane Grey Theater, Fernsehserie, Folge 5x25)
- 1962: Fünf Wochen im Ballon (Five Weeks in a Balloon)
- 1963: Die Totenliste (The List of Adrian Messenger)
- 1963: Frauen, die nicht lieben dürfen (The Caretakers)
- 1963: 77 Sunset Strip (Fernsehserie, Folge 6x01)
- 1965: Der dritte Tag (The Third Day)